# كارلوس أرمور
كارلوس أرمور (بالإنجليزية: Carlos Armour)‏ هو لاعب كرة قدم كندية أمريكي، ولد في 31 يناير 1986 في ممفيس في الولايات المتحدة.